# Tornado de Puerto Varas de 2025
El tornado de Puerto Varas de 2025 fue un fenómeno meteorológico ocurrido el 25 de mayo de 2025 en la ciudad de Puerto Varas, Región de Los Lagos, Chile. Fue clasificado preliminarmente como un tornado de categoría EF-1 en la escala Fujita mejorada, con vientos estimados entre 138 y 178 km/h. El evento se desarrolló en el contexto de un sistema frontal activo, con condiciones atmosféricas que favorecieron la formación de tormentas convectivas severas. A pesar de su corta duración, el tornado provocó daños materiales significativos, afectando a más de 250 viviendas y dejando a más de 300 personas damnificadas. No se registraron víctimas fatales. Diversas autoridades locales y nacionales activaron protocolos de emergencia, y el fenómeno ha sido calificado como inusual en la zona, lo que ha suscitado reflexiones en torno a la posible influencia del cambio climático en la ocurrencia de este tipo de eventos en el sur de Chile.

## Condiciones meteorológicas previas al tornado
Durante los días previos al evento se pronosticó la llegada de un sistema frontal a la zona sur de Chile, acompañado de un río atmosférico y vientos moderados, avanzando desde las regiones de Aysén y Magallanes hacia el norte. El Servicio Nacional de Prevención y Respuesta ante Desastres (SENAPRED), informó sobre la primera "Alerta Temprana Preventiva" para la Región de Los Lagos durante la tarde del 23 de mayo, alertando sobre vientos normales a moderados en varios sectores de la región para el día 25. El 24 de mayo la alerta fue modificada, incluyendo la posibilidad de tormentas eléctricas en la región, pero manteniendo la categoría de Alerta Temprana Preventiva.

## El tornado
El tornado se formó cerca de las 15:15 horas (hora local) y atravesó diversos sectores residenciales y céntricos de Puerto Varas, incluyendo la población Villa Los Presidentes. La Dirección Meteorológica de Chile lo clasificó preliminarmente como un tornado categoría EF-1, con velocidades de viento entre 138 y 178 km/h.
Expertos advirtieron que fenómenos como este podrían volverse más comunes debido al cambio climático. El meteorólogo Gianfranco Marcone explicó que se trata de un tornado atípico en la región, asociado a inestabilidad atmosférica en niveles medios y altos, además de condiciones locales favorables como temperaturas altas, humedad y convergencia del viento.

## Daños

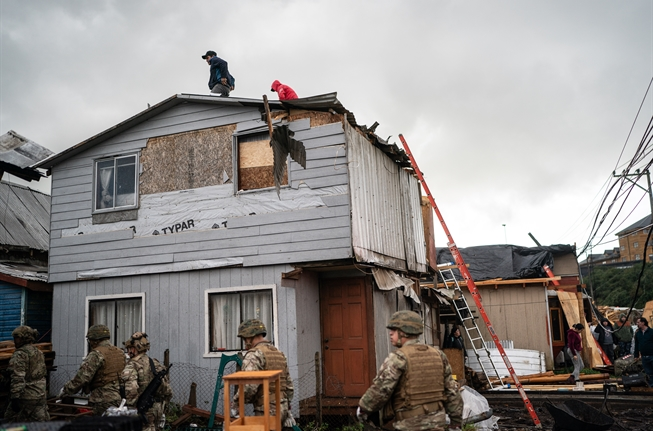
Personal militar colaborando en labores de limpieza de escombros

El evento dejó más de 250 viviendas afectadas, muchas con techumbres arrancadas por el viento, dejando un saldo de más de 300 damnificados. También se reportaron árboles y postes del tendido eléctrico caídos, y se reportó que 19 personas resultaron con lesiones leves. Asimismo, la Superintendencia de Electricidad y Combustibles informó que más de 23 mil clientes se encontraban sin suministro en la Región de Los Lagos hacia las 17:00 horas, de los cuales casi 17 mil eran de Puerto Varas.

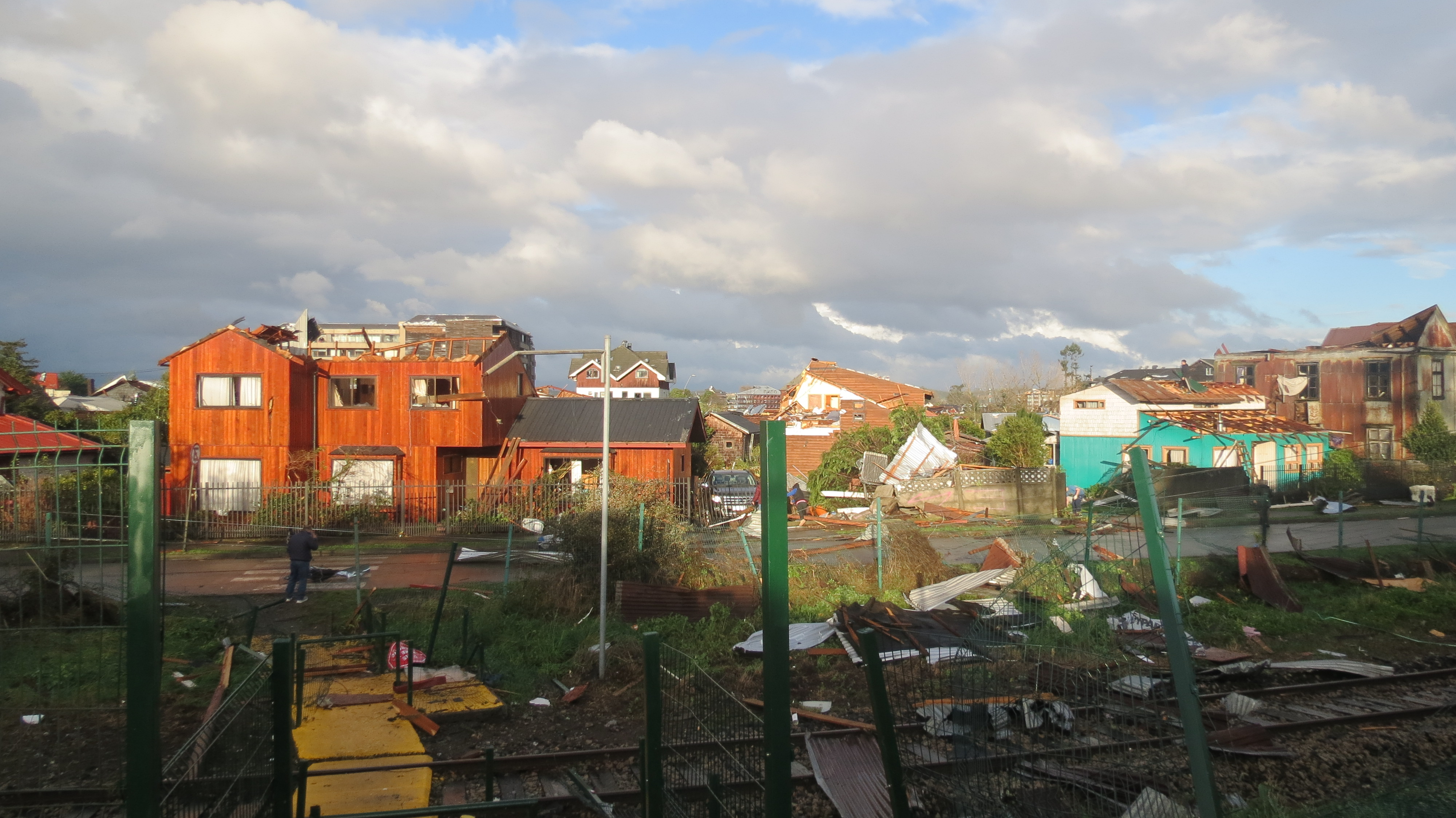
Efectos del tornado en calle Terraplén

## Respuesta de las autoridades

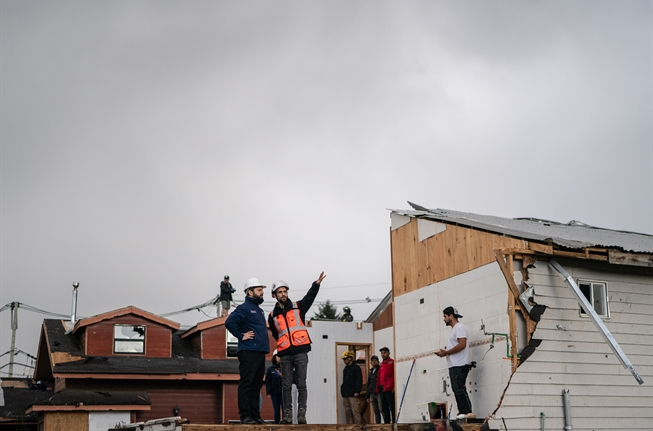
El Presidente de la República, Gabriel Boric, visitó el 26 de mayo la zona damnificada por tornado

El alcalde de Puerto Varas, Tomás Gárate, confirmó “importantes afectaciones en viviendas y tendido eléctrico”, señalando que se trató de un evento de “gran magnitud”. Se activó el Comité de Gestión ante Riesgo de Desastres (COGRID) tanto a nivel comunal como regional para coordinar las labores de emergencia y evaluación de daños.
A las 16:30, SENAPRED anunció un monitoreo de la Alerta Temprana Preventiva decretada anteriormente, agregando una alerta ante desarrollo de tornados y trombas marinas en la región.A las 17:51 se decretó Alerta Roja para la comuna de Puerto Varas, mientras que a las 18:07 se decretó Alerta Amarilla para la región de Los Lagos, la cual se extendió a las regiones de Los Ríos y La Araucanía.
Debido a la emergencia, se decretó la suspensión de clases para el lunes 26 de mayo en todos los establecimientos públicos de la comuna. Además, la Subsecretaría de Telecomunicaciones solicitó a las empresas de telecomunicaciones la activación del servicio Roaming de Emergencia, para evitar problemas de conectividad digital. Por otra parte, EFE Sur suspendió el paso del Tren Llanquihue-Puerto Montt durante la mañana del 26 de mayo, debido a la presencia de escombros y cableado eléctrico sobre la vía férrea.
Minutos después de las 21:00, el presidente de la República, Gabriel Boric, informó que al momento no se registraban fallecidos tras el paso del tornado. Al día siguiente, el mandatario viajó hacia la zona afectada.